# Eberhard Schlephorst
Eberhard Schlephorst (* 17. Dezember 1925 in Brilon; † 28. Februar 2011 bei München) war ein deutscher Verwaltungsjurist und Vorstandsmitglied der Fraunhofer-Gesellschaft.

## Leben
Eberhard Schlephorst studierte nach Kriegsdienst und Gefangenschaft Rechtswissenschaften an der Julius-Maximilians-Universität Würzburg, an der Philipps-Universität Marburg und der Universität zu Köln. 1963 wurde er in Köln zum Dr. iur. promoviert. Er trat in den Staatsdienst ein und war zunächst an verschiedenen Gerichten als Straf- und Zivilrichter tätig, zuletzt am Bundesarbeitsgericht.
1963 wechselte er an das Bundesministerium für wissenschaftliche Forschung. Er war unter anderem federführend an den Leitlinien zu Grundsatz-, Struktur- und Organisationsfragen von rechtlich selbständigen Forschungseinrichtungen beteiligt, die zehn Großforschungszentren des Bundes, wie etwa das Kernforschungszentrum Karlsruhe und das Deutsche Elektronen-Synchrotron (Desy), begründeten.
Mit der Amtsübernahme von Heinz Keller als neuem Präsidenten der Fraunhofer-Gesellschaft im Oktober 1972 wurde Eberhard Schlephorst 1974 erster hauptamtlicher Vorstand für Recht und Personal. Er war maßgeblich an der Umsetzung des neuen Fraunhofer-Modells beteiligt. Ihm folgte mit Eintritt in den Ruhestand 1989 Dirk-Meints Polter nach.
Eberhard Schlephorst war Ehrenmitglied der Fraunhofer-Gesellschaft.
Er war seit 1949 Mitglied der katholischen Studentenverbindungen A. V. Rheinstein Köln und V. K. D. St. Rhenania Marburg, beide im CV.